# Монтгомери, Сай
Сай Монтгомери (1958) — американский натуралист, автор и сценаристка.  Пишет как для детей, так и для взрослых.  Является автором более 20 книг. 

## Биография
Родилась 7 февраля 1958 года во Франкфурте. В 1975 году окончила среднюю школу в г. Уэстфилд, шт. Нью-Джерси, США. В 1979 году окончила Сиракузский университет, по двум специальностям:  французскому языку и психологии. Имеет степень почетного доктора по литературе Кин-Стейт-колледжа (2004) и Университета Франклин Пирс (2011).
Живёт в г. Хэнкок, Нью-Гэмпшир с мужем, писателем Говардом Мэнсфильдом.